# JIRA
Jira [(/ˈdʒiːrə/ JEE-rə)] – zamknięte oprogramowanie firmy Atlassian służące do śledzenia błędów oraz zarządzania projektami. Nazwa to skrócona forma słowa „Gojira”, czyli japońskiej nazwy Godzilla.
Jira jest wykorzystywana w wielu projektach, np. JBoss, Spring Framework, Zend Framework, Hibernate, Fedora Commons, ReactOS czy też w projektach Apache Software Foundation.
Jira jest dostępna w wersji serwerowej (lokalnej) oraz w wersji chmurowej (SaaS). Niemniej jednak, Atlassian planuje zakończyć wsparcie dla linii serwerowej swoich kilku produktów, w tym Jira, w dniu 15 lutego 2024 roku.